# Шилово (Гагарінський район)
Шилово (рос. Шилово) — присілок Гагарінського району Смоленської області Росії. Входить до складу Ашковського сільського поселення.